# Histoire des îles Cocos
Situées dans l'océan Indien, les îles Cocos (autrefois îles Keeling) sont restées hors de l'histoire humaine jusqu'au début du XVIIe siècle, période à laquelle elles attirent les Européens. D'abord territoire de l'Empire britannique, ce dernier transfère son autorité sur l'archipel à l'Australie au milieu du XXe siècle.

## La découverte
En 1609, le capitaine William Keeling a été le premier Européen à voir les îles, durant son service dans la Compagnie des Indes. Il donne son nom aux îles bien que cette dénomination soit réservée plutôt à la langue anglaise. Les îles sont restées inhabitées jusqu'au XIXe siècle.

## Premières installations
En 1814, le capitaine John Clunies-Ross, un marin et marchand écossais, s'est arrêté brièvement sur les îles durant son voyage en Inde ; il y cloue un Drapeau du Royaume-Uni (Union Jack) et planifie de revenir et de s'installer sur les îles avec sa famille.
Cependant, un riche Anglais, du nom de Alexander Hare, forme des plans similaires et embauche un capitaine qui, coïncidence, se trouve être le frère de Clunies-Ross. Ce dernier doit transporter Alexander Hare et un harem de quarante femmes malaises vers les îles, où Alexander Hare espère créer sa propre résidence privée. Hare avait précédemment servi comme gouverneur d'une colonie à Bornéo et a conclu qu'« il ne pouvait pas se borner à la vie docile que la civilisation offre ».
Quand John Clunies-Ross revient deux ans plus tard avec sa femme, ses enfants et sa belle-mère, il trouve Hare déjà établi sur l'île, où il vit avec son harem privé. Une querelle naît instantanément entre les deux hommes.
Après un certain temps, les femmes de Hare commencent à l'abandonner et à prendre époux parmi les marins de Clunies-Ross. Découragé, Hare quitte l'île. Il meurt à Bencoolen en 1834. Clunies-Ross demeure le seul propriétaire sur l'île, il y établit des cocoteraies. Les travailleurs de Clunies-Ross sont payés dans une monnaie appelée la roupie des Cocos, une monnaie frappée par Clunies John-Ross lui-même et qui ne pouvaient être utilisée qu'au magasin de la compagnie. L'abondance de cocotiers donna son nom actuel aux îles ; toutefois, en anglais, le nom des îles est systématiquement doublé de la mention Keeling, du nom du découvreur.

## Un visiteur de marque

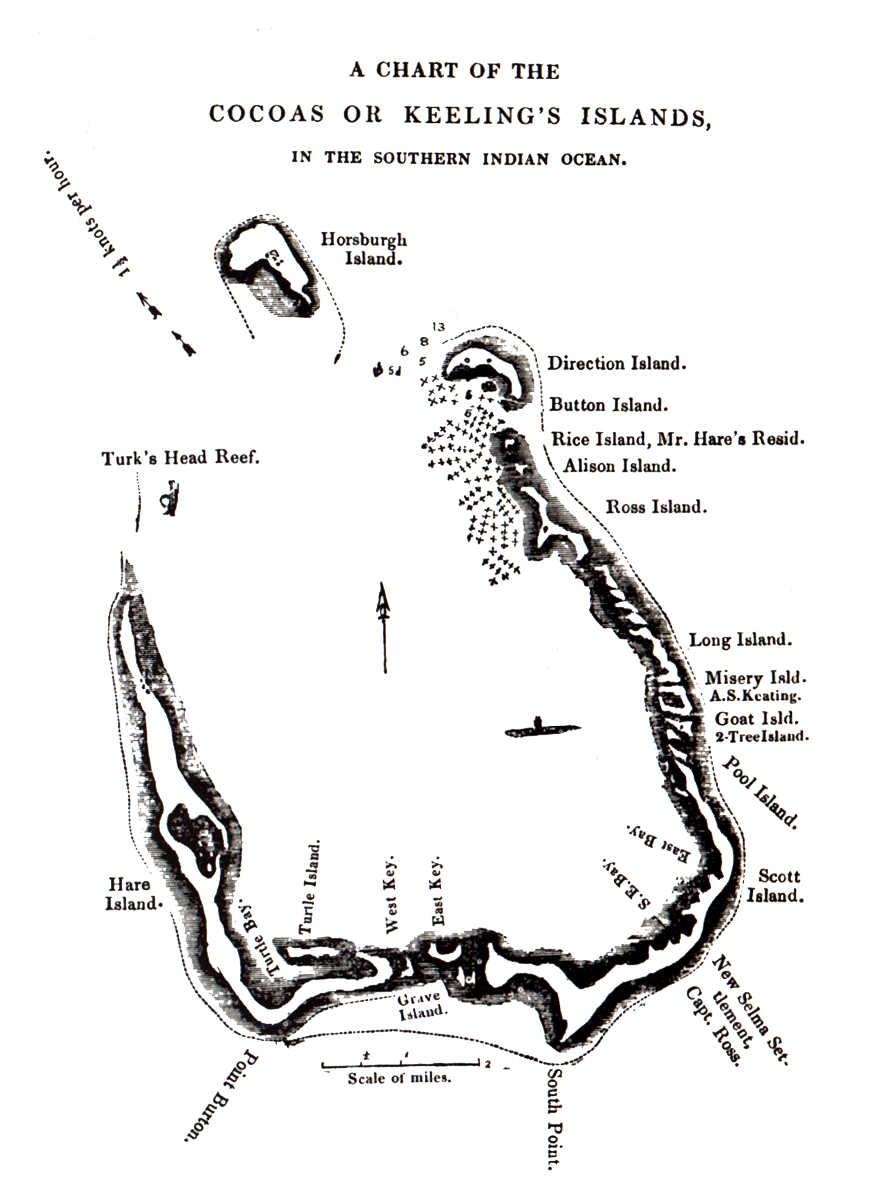
Carte représentant les îles Cocos (Keeling) en 1840.

Le 1er avril 1836, le HMS Beagle piloté par le capitaine Robert FitzRoy, vient effectuer des sondages en vue d'établir le profil de l'atoll, dans le cadre de l'expédition du Beagle. Pour le jeune naturaliste Charles Darwin, qui était à bord du navire, les résultats confirment une théorie qu'il avait développé sur la façon dont les atolls se forment, théorie publiée dans La structure et répartition des récifs coralliens. Il étudie l'histoire naturelle des îles et des spécimens prélevés. L'assistant de Darwin, Syms Covington, note qu'« un Anglais » et sa famille, avec environ soixante ou soixante-dix mulâtres du Cap de Bonne-Espérance, vit sur une des îles. Le capitaine Ross, le gouverneur, est absent car il se trouve au Cap.

### Annexion par l'Empire britannique
Les îles sont annexées par l'Empire britannique en 1857. Cette annexion est réalisée par le Capitaine Stephen Grenville Fremantle à la tête du HMS Juno. Fremantle revendique les îles au nom de l'Empire britannique et nomme John George Clunies-Ross comme surintendant. En 1867, l'administration est placée sous la direction du Straits Settlements, qui comprenait Penang, Malacca et Singapour. La reine Victoria accorde à la famille Clunies-Ross les îles à perpétuité en 1886.

### Première Guerre mondiale

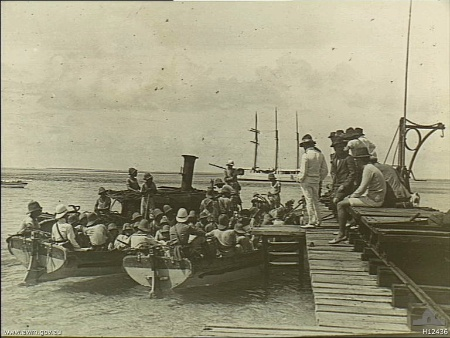
Opération de débarquement de la Marine impériale allemande sur Direction Island.

Le matin du 9 novembre 1914 les îles deviennent le site de la bataille de Cocos, l'une des premières batailles navales de la Première Guerre mondiale. Une opération de débarquement du croiseur allemand SMS Emden aboutit à la capture et à la désactivation du câble de communication et de sa station sur Direction Island, mais pas avant que celle-ci ne soit en mesure de transmettre un appel de détresse. Un convoi de troupes alliées passait à proximité, et le croiseur australien HMAS Sydney est détaché de l'escorte pour enquêter.
Le Sydney repère l'île et le Emden à 9 h 15, avec deux navires prêts au combat. Le croiseur était capable de tirer le premier, mais le navire allemand fut incapable d'infliger des dommages significatifs au croiseur australien Sydney avant qu'il ne se mette hors de portée et ouvre à son tour le feu avec ses plus puissants canons principaux. À 11 h 20, le  Emden, fortement endommagé, s’échoue volontairement sur North Keeling Island. Le navire de guerre australien cesse la poursuite ; pendant ce temps le  Emden se saborde. Le croiseur australien revient sur zone à 16 h 0. Le  Emden maintient provisoirement son enseigne de bataille levé, signe de la poursuite du combat. Sans réponse des Allemands, les Australien tirent deux salves ; les Allemands réduisent leur drapeau et agite le drapeau blanc en signe de reddition. Le Sydney reçoit l'ordre de vérifier l'état de la station de transmission, mais il revient le lendemain pour fournir une assistance médicale aux Allemands.
134 personnes à bord du  Emden ont été tués et 69 autres ont été blessées ; on compte seulement 4 morts et 16 blessés à bord du Sydney. Les survivants allemands sont pris à bord du croiseur australien, lequel a rattrapé le convoi de troupes à Colombo le 15 novembre. Les prisonniers allemands sont transportés à Malte et remis à l'armée britannique. Cinquante soldats allemands, participants à l'opération de débarquement et qui n'étaient pas remontés à bord de leurs navires avant l'arrivée du Sydney, parviennent à réquisitionner une goélette et à s'échapper de Direction Island, pour arriver finalement à Constantinople. Le Emden était le dernier bâtiment actif des empires centraux dans l'océan Indien et Pacifique, ce qui signifiait que les troupes en provenance d'Australie et de Nouvelle-Zélande pourraient naviguer sans escorte navale et que les navires alliés pourraient être déployés partout sans opposition.

### Seconde Guerre mondiale
Au cours de la Seconde Guerre mondiale, la station de câble est une fois de plus un lien vital. Les conseillers de guerre alliés ont noté que les îles pourraient être prises pour servir comme piste d'atterrissage par l'Allemagne nazie qui souhaitait mener des raids contre les croiseurs opérant dans l'océan Indien. À la suite de l'entrée en guerre de l'empire du Japon, les forces japonaises occupent toutes les îles voisines. Pour éviter d'attirer leur attention sur la station de câble des Cocos et sa garnison, le point de mouillage de l'hydravion assurant la liaison entre Direction Island et Horsburgh n'est plus utilisé. Les émetteurs radio ont également gardé le silence, sauf en cas d'urgence[citation nécessaire].
Après la chute de Singapour en 1942, les îles sont administrées à partir du Ceylan ; West Island et Direction Island sont placées sous l'administration militaire alliée. La garnison de l'archipel est initialement composée d'un peloton des King's African Rifles britanniques, situé sur l'île de Horsburgh, avec deux canons de 6 pouces (152,4 mm) pour couvrir l'ancrage. Les habitants de la région vivaient tous sur Home Island. Malgré l'importance de ces îles comme centre de communication, les Japonais n'ont pas tenté de les attaquer ou de les occuper et ils se contentèrent d'envoyer un avion de reconnaissance environ une fois par mois.
Dans la nuit du 8 au 9 mai 1942, quinze membres de la garnison de la Ceylan Defence Force se mutinent sous la direction de Gratien Fernando. Les mutins auraient été provoqués par l'attitude de leurs officiers britanniques et auraient été également inspirés par des sentiments anti-impérialistes. Ils tentèrent de prendre le contrôle des batteries de canon. La mutinerie est écrasée, mais les mutins avaient tué un soldat loyal et blessé un officier. Sept des mutins furent condamnés à mort lors d'un procès qui a été ensuite été considéré comme mal conduit. Quatre des peines ont été commuées, mais trois hommes ont été exécutés, dont Fernando. Ce furent les seuls soldats du Commonwealth britannique à être exécutés pour mutinerie au cours de la Seconde Guerre mondiale.
Le 25 décembre 1942, le sous-marin japonais I-166 bombarde les îles, mais ne cause pas de dommages.
Plus tard durant la guerre, deux pistes ont été construites, et trois escadrons de bombardiers ont été déplacés dans les îles pour mener des raids contre des cibles japonaises en Asie du Sud-Est et pour fournir un soutien au cours de l'opération Tiderace visant la reprise de la Malaisie et la reconquête de Singapour. En 1946, l'administration des îles est revenue à Singapour [citation nécessaire].

## Transfert à l'Australie
Le 23 novembre 1955, l'administration des îles est transférée à l'Australie dans le cadre du Cocos (Keeling) Act de 1955 (une loi australienne) assurant la suite du Cocos Islands Act de 1955 (une loi britannique). H. J. Hull est nommé premier représentant officiel (le titre est désormais Administrateur) du nouveau territoire. Il avait été lieutenant-commander dans la Royal Australian Navy et a été libéré de cette fonction à cet effet. Conformément à la décision 1573 du Cabinet du Commonwealth en date du 9 septembre 1958, la nomination de M. Hull prend fin et John William Stokes est nommé, détaché de la police du Territoire du Nord. Un communiqué de presse du ministre des Territoires, M. Hasluck, à la fin d'octobre 1958, félicite M. Hull pour ses trois ans de service aux îles Cocos.
Dans les années 1970, l'insatisfaction du gouvernement australien augmente concernant le mode de gouvernement féodal des Clunies-Ross. En 1978, l'Australie force la famille à vendre des îles pour la somme de 6 250 000 dollars australiens, en utilisant la menace d'une acquisition forcée. Par convention, la famille conserve la propriété de l’Océania House, leur maison sur l'île. Cependant, en 1983, le gouvernement australien est revenu sur cet accord et a indiqué à John Clunies-Ross qu'il devait quitter les Cocos. L'année suivante, la Haute Cour d'Australie a jugé que la reprise de l’Océania House était illégale, mais le gouvernement australien a ordonné qu'aucune entreprise publique ne commerce avec la compagnie maritime de Clunies-Ross, ce qui a contribué à la faillite de l'entreprise. John Clunies-Ross vit maintenant à Perth, en Australie occidentale. Toutefois, certains membres de la famille Clunies-Ross vivent encore sur les Cocos.
De vastes préparatifs ont été entrepris par le gouvernement de l'Australie pour préparer les Malais des Cocos à voter lors du référendum d'autodétermination. Les discussions ont commencé en 1982, avec un objectif de tenir un référendum, sous supervision des Nations unies, à la mi-1983. Selon les lignes directrices élaborées par le Comité de décolonisation des Nations unies, il devait être offert aux habitants trois choix : la pleine indépendance, la libre association ou l'intégration avec l'Australie. Cette dernière proposition a été préférée à la fois par les insulaires et par le gouvernement australien. Toutefois, un changement de gouvernement à Canberra à la suite des élections australiennes de mars 1983 a retardé le vote d'un an. Alors que le Home Island Council a indiqué une préférence pour un vote selon l'habitude de l'île, l'ONU a insisté pour un vote à bulletin secret. Le vote a eu lieu le 6 avril 1984 avec la participation des 261 habitants de l'île possédant le droit de vote, y compris la famille Clunies-Ross. 229 ont voté pour l'intégration, 21 pour le libre association, 9 pour l'indépendance et 2 ont omis d'indiquer une préférence.
Le séisme et le tsunami de 2004, dont l'épicentre se situait au large de la côte ouest de Sumatra, en Indonésie, ont provoqué une inquiétude concernant les îles Cocos, mais aucune victime n'a été signalée (voir Séisme et tsunami de 2004 dans l'océan Indien).